# Michael Rawlings
Michael B. „Mike“ Rawlings (* um 1935) ist ein englischer Badmintonspieler.

## Karriere
Michael Rawlings siegte 1965 bei den Austrian International und den Slovenian International. Mehrfach stand er ebenfalls in der Hauptrunde der All England. Später startete er für Australien und wurde dort auch nationaler Meister.

## Sportliche Erfolge
| Saison | Veranstaltung              | Disziplin    | Platz | Name                        |
| ------ | -------------------------- | ------------ | ----- | --------------------------- |
| 1965   | Austrian International     | Herrendoppel | 1     | Roger Mills / Mike Rawlings |
| 1965   | Slovenian International    | Herreneinzel | 1     | Michael Rawlings            |
| 1967   | Australische Meisterschaft | Herrendoppel | 1     | Jon Chin / Michael Rawlings |
| 1967   | Australische Meisterschaft | Herreneinzel | 1     | Michael Rawlings            |